# 劉延年 (前趙)
劉 延年（りゅう えんねん、生没年不詳）は、中国五胡十六国時代の漢（後の前趙）の皇族。匈奴屠各種攣鞮部の長である劉豹の子で、光文帝劉淵の長兄で、劉良孫の父である。

## 生涯
15歳の時に叔父に養育された。誠意を持って奉仕し、その孝行ぶりで評判であった。
ある時、子の劉良孫と従弟が食人の風習を持つ蛮人の賊に攫われた。劉延年はすぐさまこれを追いかけて許しを請うた。賊は劉良孫だけを返してやったが、劉延年は「我は幼い頃に孤児となり、叔父に養われた。従弟は叔父のたった一人の子であるから、願わくばわが子と交換していただけないだろうか」と拝請した。賊は「君は義士であるな」と言い、両方を許してやった。
後に左独鹿王に任じられた。304年、弟の劉淵が挙兵すると司馬穎救援を命じられ、右於陸王劉景と共に歩兵・騎兵2万を率いて鮮卑討伐に向かった。
308年10月、劉淵が帝位につくと、江都王に封じられた。
劉淵が文水県西南11里の場所に城を築くと、劉延年がこれを鎮守した。胡語では長兄を大干と呼ぶ事から、劉淵はこの城を大干城と名づけた。劉延年は将軍としては士卒を巧みに御し、睡眠の際にも幕中に留まったという。
309年、大司空に任じられた。310年7月、劉淵が重篤に陥ると、太保に任じられて後事を託された。後に太宰に任じられた。
312年1月、甥の劉聡が太保劉殷の娘を後宮に入れようとすると、同じ劉姓であったことから劉聡の末弟の劉乂が固く諫めた。劉聡は伯父の劉延年・太傅劉景にこのことを問うと、劉延年らは「臣は太保の劉殷が周王室系の劉の康公（姫季子）の子孫であると聞いております。陛下の家系とは違っておりますので、何の問題もないでしょう」と答えた。劉聡は大いに喜び、大鴻臚の李弘を遣わして劉殷の娘2人（劉英と劉娥）を左右の貴嬪とし、昭儀より上位に置いた。また、劉殷の孫娘4人を貴人とし、貴嬪に次ぐ位とした。
3月、劉聡の遊猟を諫めた中軍王彰が処刑されそうになると、劉延年は諸公卿列侯100人余りと共に劉聡の前に赴き、冠を外して涙を流しながら「光文帝（劉淵）は、聖なる武をもってよって期を見定めて大業を興しました。だが、天下はいまだ定まらず、陛下はその徳によって事業を受け継ぎ、東に洛陽を、南に長安を平定しました。その功績は周の成王に匹敵し、徳は夏の啓王を超越しております。さながら唐・虞（堯と舜）を見ているようです。しかし近年は、僅かな誤りで王公を処刑し、直言をしたことで大将を獄に繋ぎました。また、遊猟にも節度がなく、朝政を顧みようとなさりません。臣らにはその意味を理解することができず、心を痛めて寝食を忘れるほどであります」と固く諫めて言った。ここに至って、ようやく劉聡は怒りを収めて王彰を許した。
314年1月、録尚書六条事に任じられた。